# Postzegels van Albanië
De postzegels van Albanië verschijnen sinds 1913 en hebben als landsnaam het opschrift Shqiperia, Shqiperise of Shqiptare.

## Geschiedenis

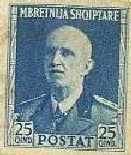
De Italiaanse koning Vittorio Emanuele III op een Albanese postzegel.

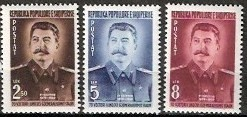
Albanese postzegel uit de communistische periode.

Sinds 1870 werden er Turkse postzegels uitgegeven op het grondgebied van het hedendaagse Albanië. In die tijd maakte Albanië immers deel uit van het Ottomaanse Rijk.
Op 5 december 1912, een week na de Albanese onafhankelijkheid, richtte de voorlopige regering van Ismail Qemali post-, telegrafie- en telefoniediensten op. Tevens werd het Ministerie van Telegrafie en Communicatie opgericht. De eerste minister op dit departement was Lef Nosi. De eerste eigen Albanese postzegel verscheen op 5 mei 1913. Het ging om een Turkse postzegel met een Albanese overdruk met het opschrift SHQIPENIA en de Albanese zwarte dubbelkoppige adelaar, die ook terug te vinden is op de vlag van Albanië.
In 1922 vervoegde Albanië de Wereldpostunie.
Gedurende de Tweede Wereldoorlog waren er in Albanië zowel Duitse, Griekse als Italiaanse bezettingszegels in omloop. Na de Italiaanse invasie van Albanië in april 1939 werd het gebied immers ingenomen door Italië, dat aan de overzijde van de Adriatische Zee lag. Uit deze tijd stammen postzegels met de beeltenis van de toenmalige Italiaanse koning Victor Emanuel III, die overigens ook "koning der Albanezen" werd.
Na de oorlog werd Albanië communistisch: de Volksrepubliek Albanië werd opgericht. Uit deze tijd dateren postzegels met communistische taferelen, zoals de beeltenis van bijvoorbeeld Vladimir Lenin en Jozef Stalin.
Sinds 1991 is Albanië een democratie. Postzegels worden er vandaag de dag uitgegeven door Posta Shqiptare, een overheidsbedrijf.

## Galerij

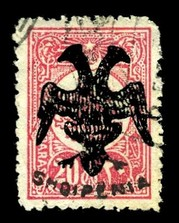
1913
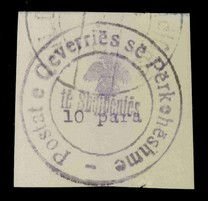
1913
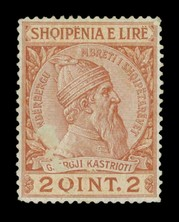
1913
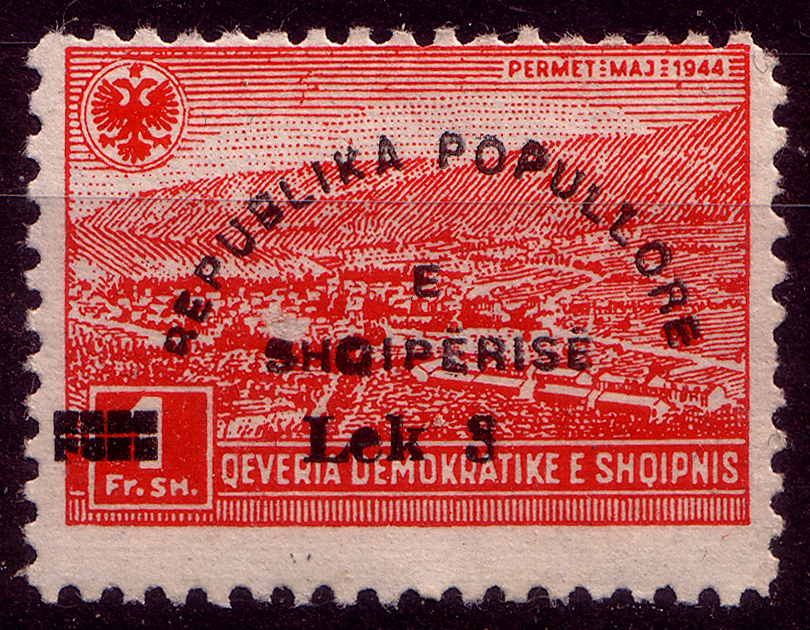
1945
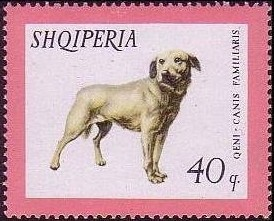
1966
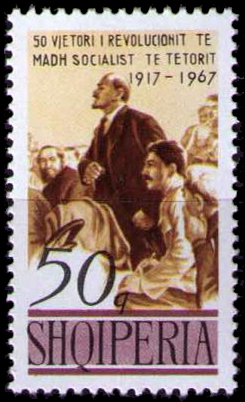
1967

Portaal · Categorie